# Supertaça Cândido de Oliveira de 2016
A Supertaça Cândido de Oliveira de 2016 foi a 38ª edição da Supertaça Cândido de Oliveira. 
Opôs o campeão nacional Benfica, enquanto vencedor da Primeira Liga de 2015–16, ao SC Braga, enquanto vencedor da Taça de Portugal de 2015–16.
A partida foi disputada a 7 de Agosto de 2016 no Estádio Municipal de Aveiro.
O SL Benfica venceu o SC Braga por 3–0, conquistando a 6ª supertaça da sua história.

## Partida
| 7 de Agosto de 2016 | Benfica                             | 3 – 0 | SC Braga | Estádio Municipal de Aveiro                      |
| 20:45               | Cervi 10' · Jonas 75' · Pizzi 90+2' |       |          | Público: 28 796 Árbitro: João Capela (AF Lisboa) |

| Benfica | SC Braga |

## Campeão
| Supertaça Cândido de Oliveira 2016 |
| ---------------------------------- |
| Benfica (6º Título)                |